# Chlorure de 4-acétamidobenzènesulfonyle
Le chlorure de 4-acétamidobenzènesulfonyle ou chlorure de N-acétylsulfanilyle (en anglais N-Acetylsulfanilyl chloride, ASC) st un composé organique de formule C8H8ClNO3S. Il s'agit du chlorure de sulfonyle de l'acétanilide (chlorure de l'acide 4-acétamidobenzènesulfinique). C'est un intermédiaire dans la synthèse des sulfamidés, qui font partie des premiers antibiotiques découverts.

## Synthèse
La réaction de synthèse du composé est une substitution électrophile aromatique qui introduit un groupe chlorosulfonyle (ClSO2) en position 4 (para) de l'acétanilide, grâce à l'action de l'acide chlorosulfurique,, :
{\displaystyle {\ce {C8H9NO + HSO3Cl ->[{0°C}] C8H8ClNO3S + H2O}}}

## Utilisation
En présence d'une solution concentrée d'ammoniaque, il donne du 4-Acétamidobenzènesulfonamide, le précurseur direct du sulfanilamide et de ses dérivés.